# Fuego (Phish)
Fuego è il dodicesimo album discografico in studio del gruppo musicale rock statunitense Phish, pubblicato nel giugno 2014.

## Tracce
1. Fuego – 9:15 (Trey Anastasio, Jon Fishman, Mike Gordon, Page McConnell)
2. The Line – 5:21 (Anastasio, Fishman, Gordon, McConnell)
3. Devotion to a Dream – 5:47 (Anastasio, Tom Marshall)
4. Halfway to the Moon – 6:34 (McConnell)
5. Winterqueen – 4:21 (Anastasio, Marshall)
6. Sing Monica – 3:13 (Anastasio, Marshall)
7. 555 – 5:41 (Gordon, Scott Murawski)
8. Waiting All Night – 4:58 (Anastasio, Fishman, Gordon, McConnell)
9. Wombat – 3:18 (Anastasio, Fishman, Gordon, McConnell)
10. Wingsuit – 6:05 (Anastasio, Fishman, Gordon, McConnell)

## Formazione
- Trey Anastasio - chitarra, voce
- Page McConnell - tastiere, voce
- Mike Gordon - basso, voce
- Jon Fishman - batteria, voce